# Chiesa di Sant'Antonino Martire in Cesino
La chiesa di Sant'Antonino Martire in Cesino (in lingua ligure: Gêxa de Sant'Antonìn de Çexìn) è un edificio religioso cattolico della Val Polcevera, situato a Cesino, nel quartiere di Pontedecimo. La sua comunità parrocchiale fa parte del vicariato foraneo di Pontedecimo – Mignanego dell'arcidiocesi di Genova.
L'edificio si affaccia sulla piazza Cesino, una frazione collinare della città di Genova, di antichissima origine, sparsa sulla costiera che separa le valli dei torrenti Riccò e Gioventina (affluente del Verde) fino al passo della Bocchetta. Storica località di villeggiatura di famiglie aristocratiche genovesi, che negli anni hanno contribuito all'espansione e al restauro della chiesa, insieme alla molto attiva comunità locale.

## Descrizione
Risalente almeno all'anno 975, in cui venne nominata per la prima volta come parrocchiale. Notevole lo scurolo secentesco dedicato a Nostra Signora del Carmine, contitolare della chiesa, decorato con quindici riquadri a stucco ciclo pittorico raffigurante Episodi della vita del Profeta Elia, realizzato dalla scuola di Andrea Ansaldo. La chiesa fu sottoposta ad un completo rifacimento in stile barocco genovese nel 1640-43 sotto la guida del sacerdote Michele Brea e finanziato dalla benestante famiglia Rivara. Caratteristico l'altare sopraelevato, accessibile con due scale laterali. La chiesa fu ancora arricchita di statue e altari nel Settecento. Nel 1842 furono eseguite le decorazioni della cupola, raffiguranti Sant'Antonino in Gloria e le Virtù Cardinali (Prudenza, Giustizia, Fortezza e Temperanza); della volta al di sopra delle scalinate, con le Virtù Teologali (Carità, Fede e Speranza); e della volta al di sopra dell'altare maggiore, raffigurante la Beata Vergine del Monte Carmelo. La chiesa è stata ristrutturata nel 1929. Nel 1989, si sono svolti lavori di consolidamento strutturale e la ristrutturazione degli interni.

## Organo
Nella chiesa si trova un antico organo a canne. Lo strumento, collocato sulla cantoria della navata principale, è a trasmissione meccanica ed ha due tastiere ed una pedaliera. Il prospetto dello strumento è composto da canne formanti un'unica cuspide e suddivise in tre campi da un prospetto decorato.

## Concerto di Campane
Il campanile seicentesco ha un concerto di 12 campane in MI bemolle, molto apprezzato dai campanari di Genova.

## Cappella di N.S. delle Vigne
Nel territorio di Cesino si trovano diverse cappelle, tra le quali la più importante è la cappella di N.S. delle Vigne, in via Madonna delle Vigne, sul confine fra Genova, Mignanego e Campomorone. La storia della cappella risale al 1750, quando un passante che transitava a cavallo nella zona cadde nel burrone sottostante e ne restò illeso. Per gratitudine fece innalzare una cappella alla Madonna delle Vigne, nel luogo ove un tempo esisteva un'immagine in marmo su posta su di una colonna.

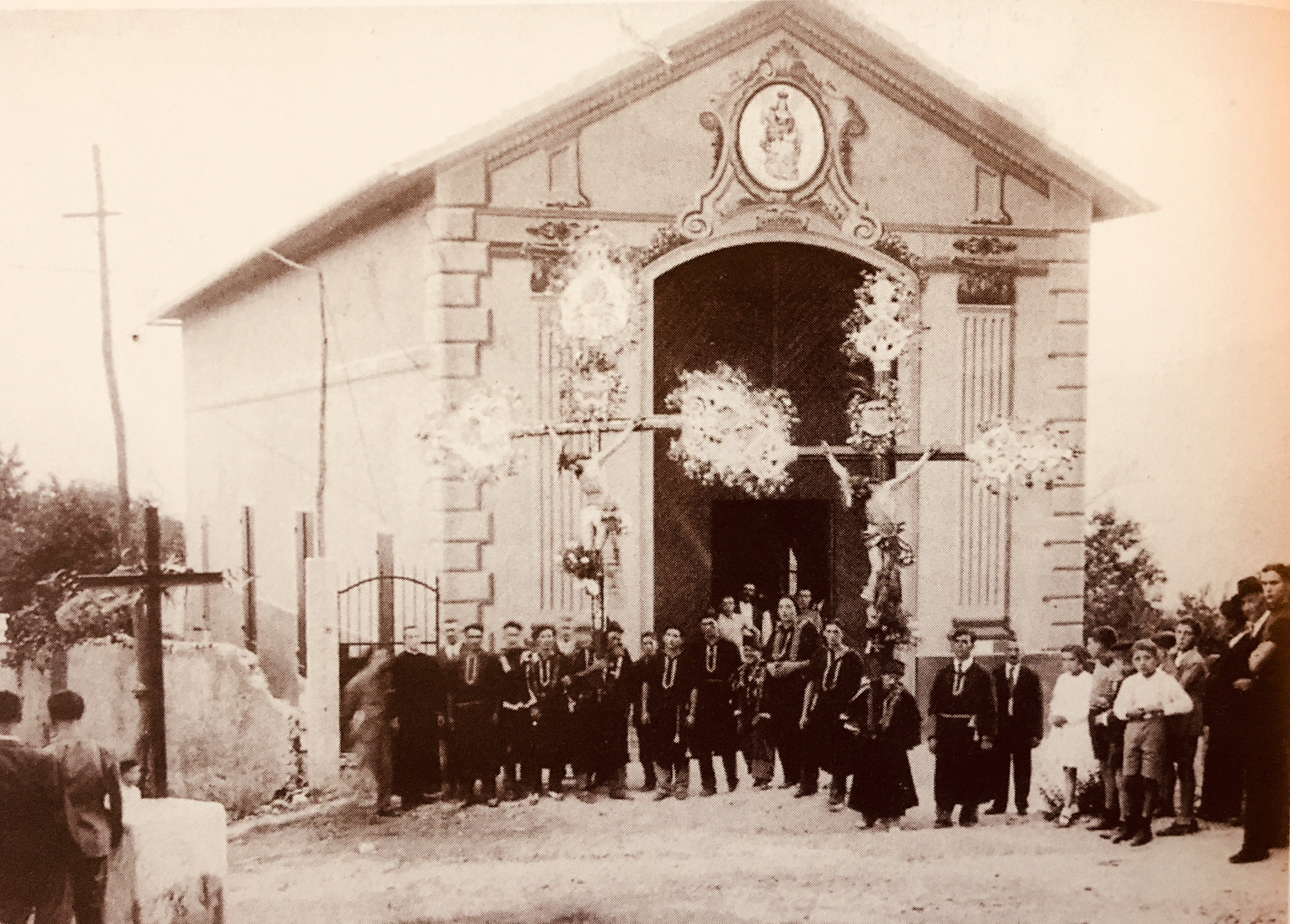
Confraternita di Cesino, 1936

## Oratorio di Nostra Signora del Carmine
Sito in Via Benedetto da Cesino, appartiene alla Confraternita di Nostra Signora del Carmine. La Confraternita è una delle antiche Casaccie della Liguria che continuano la tradizione - tipica di Genova e delle aree un tempo sotto l'influenza della Repubblica di Genova - dei portatori di Cristo (in lingua ligure, cristezànti), cioè di coloro che sono atti a portare crocifissi di grandi dimensioni durante le processioni religiose a cui la confraternita partecipa.

## Galleria d'immagini

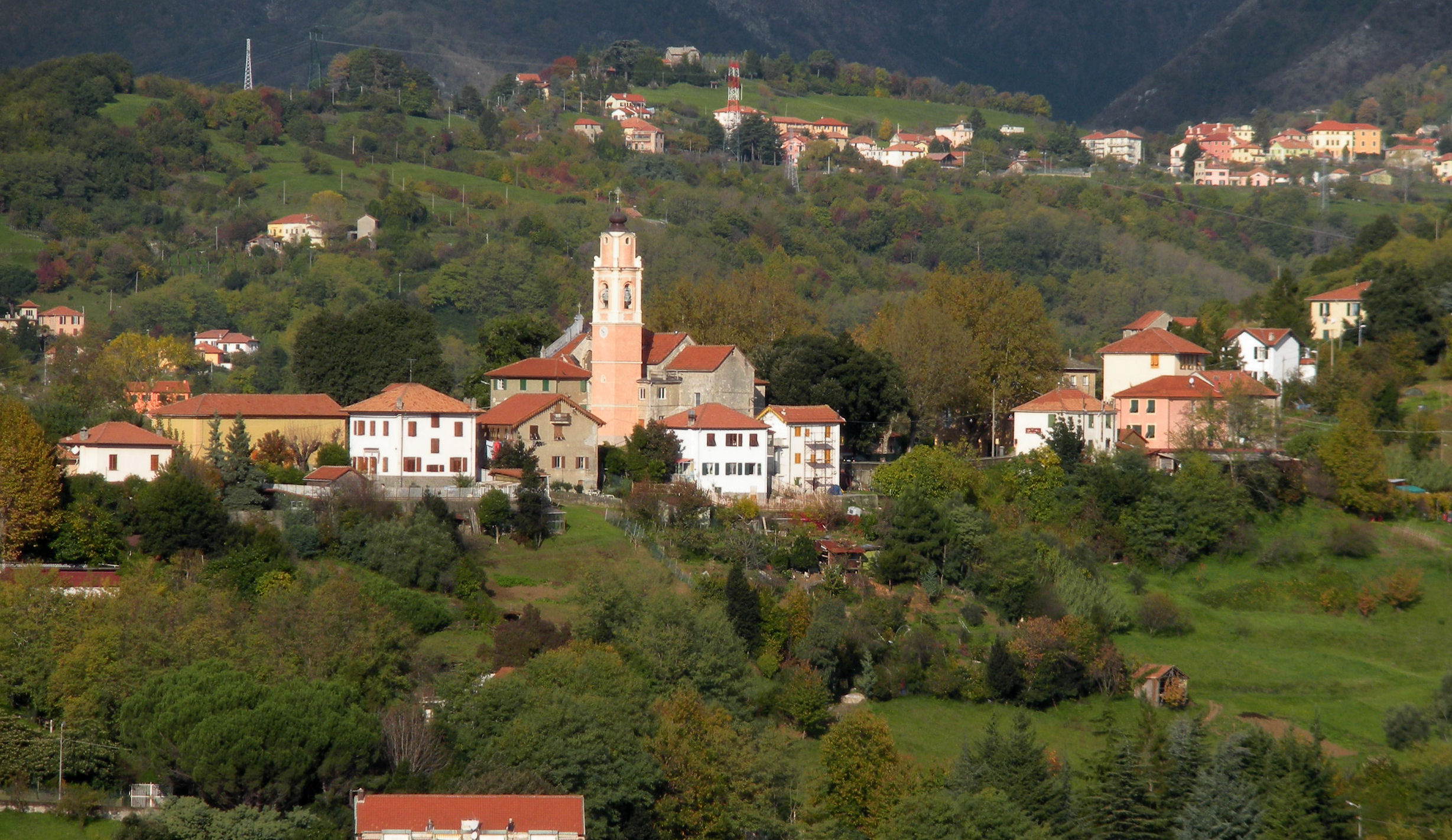
Cesino e la sua chiesa
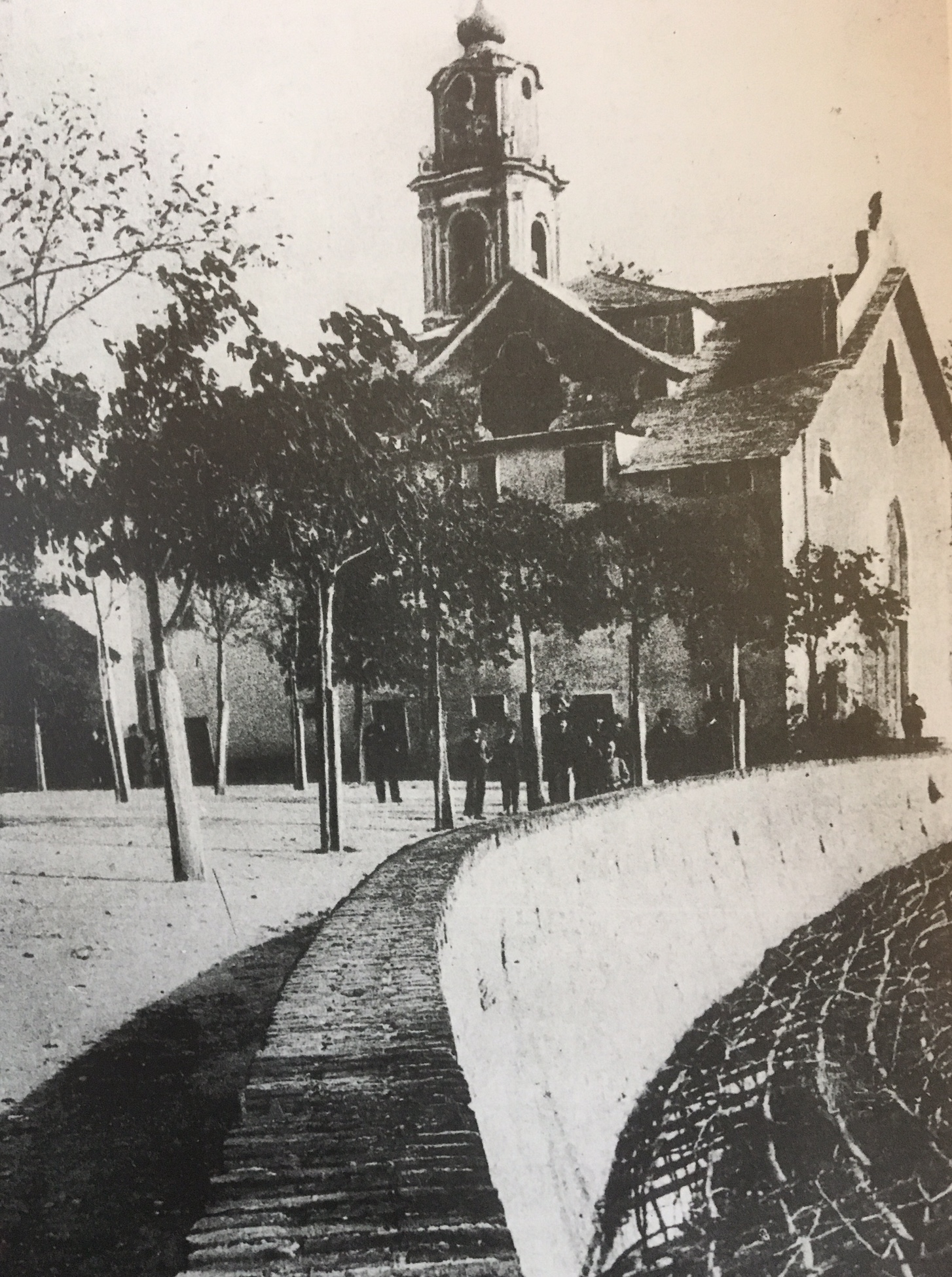
La chiesa nel 1900
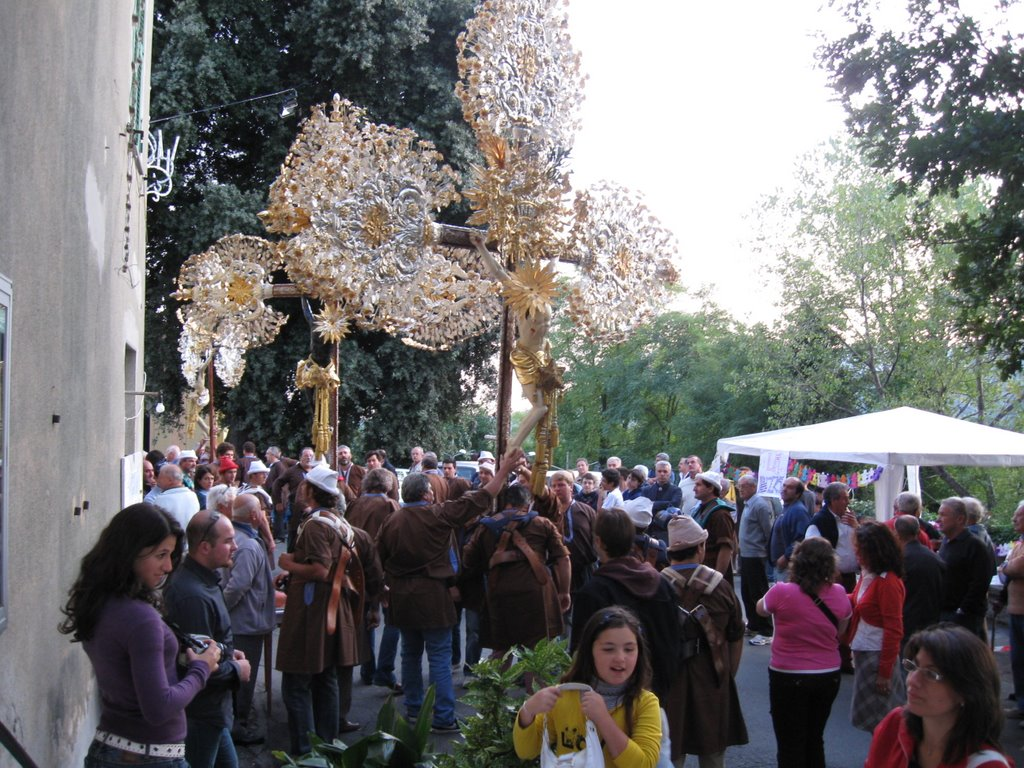
Festa patronale con i tradizionali crocifissi della Confraternita del Carmine
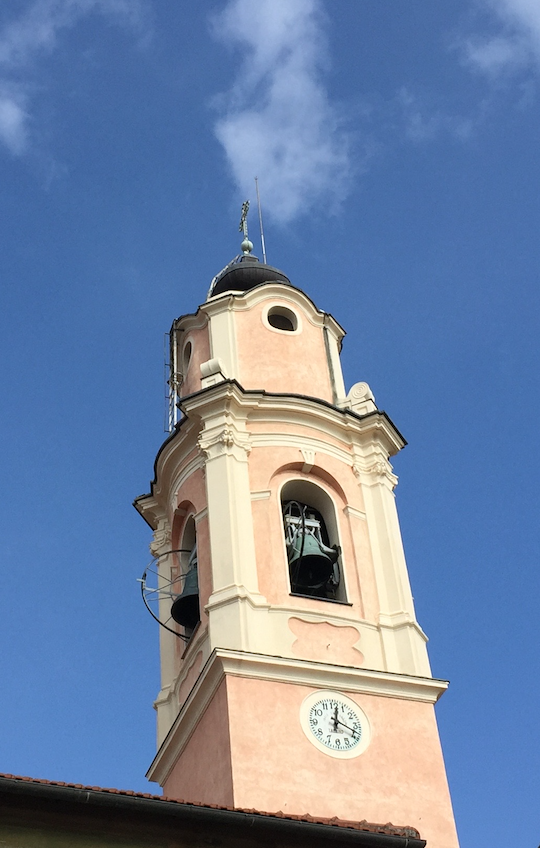